# Mohiuddinpur
Mohiuddinpur là một thị trấn thống kê (census town) của quận Meerut thuộc bang Uttar Pradesh, Ấn Độ.

## Nhân khẩu
Theo điều tra dân số năm 2001 của Ấn Độ, Mohiuddinpur có dân số 4892 người. Phái nam chiếm 55% tổng số dân và phái nữ chiếm 45%. Mohiuddinpur có tỷ lệ 63% biết đọc biết viết, cao hơn tỷ lệ trung bình toàn quốc là 59,5%: tỷ lệ cho phái nam là 71%, và tỷ lệ cho phái nữ là 52%. Tại Mohiuddinpur, 14% dân số nhỏ hơn 6 tuổi.